# П'ятницьке (Україна)
П'я́тницьке — село в Україні, у Печенізькій селищній громаді Чугуївського району Харківської області. Населення становить 250 осіб. До 2020 орган місцевого самоврядування — Печенізька селищна рада.

## Географія
Село П'ятницьке знаходиться на лівому (в основному) березі річки Велика Бабка, вище за течією на відстані 4 км розташоване село Велика Бабка, нижче за течією на відстані 5,5 км розташоване село Кицівка. За 6 км розташоване Печенізьке водосховище. Село оточене великим лісовим масивом (дуб).

## Історія
Село вперше згадується у 1730 році. Початкова назва - Козача Бабка
За даними на 1864 рік у козацькому селі Новобєлгородської волості Вовчанського повіту мешкало 649 осіб (307 чоловічої статі та 342 — жіночої), налічувалось 120 дворових господарств, існувала православна церква.
Станом на 1914 рік кількість мешканців зросла до 2107 осіб.
12 червня 2020 року, відповідно до Розпорядження Кабінету Міністрів України  № 725-р «Про визначення адміністративних центрів та затвердження територій територіальних громад Харківської області», увійшло до складу Печенізької селищної громади.
19 липня 2020 року, в результаті адміністративно-територіальної реформи та ліквідації колишнього Печенізького району, увійшло до складу новоутвореного Чугуївського району Харківської області.

## Відомі люди
Жилін Юрій Іванович—український військовослужбовець, учасник російсько-української війни.